# شمس أباد (بختاجرد)
شمس أباد (بالفارسية: شمس‌آباد) هي منطقة سكنية تقع في إيران في فارس. يقدر عدد سكانها بـ 843 نسمة .